# Дмитриевский (Московская область)
 Дмитриевский  — поселок в городском округе Серебряные Пруды Московской области.

## География
Находится в южной части Московской области на расстоянии приблизительно 7 км на юго-восток по прямой от окружного центра поселка Серебряные Пруды.

## История
Поселок выделился из деревни Дмитриевка в начале XX века после строительства винокуренного завода. Также работал некоторое время кирпичный завод. Назывался также Миленина и Борьба. Работал колхоз «Борьба» и совхозы «Серебряные Пруды», им. Крупской. Дмитриевский спиртозавод работал до 1960-х годов. В период 2006—2015 годов входил в состав Успенского сельского поселения Серебряно-Прудского района.

## Население
Постоянное население составляло 198 человек (1974 год), 592 в 2002 году (русские 88 %), 642 в 2010.